# St. Marien (Pesch)

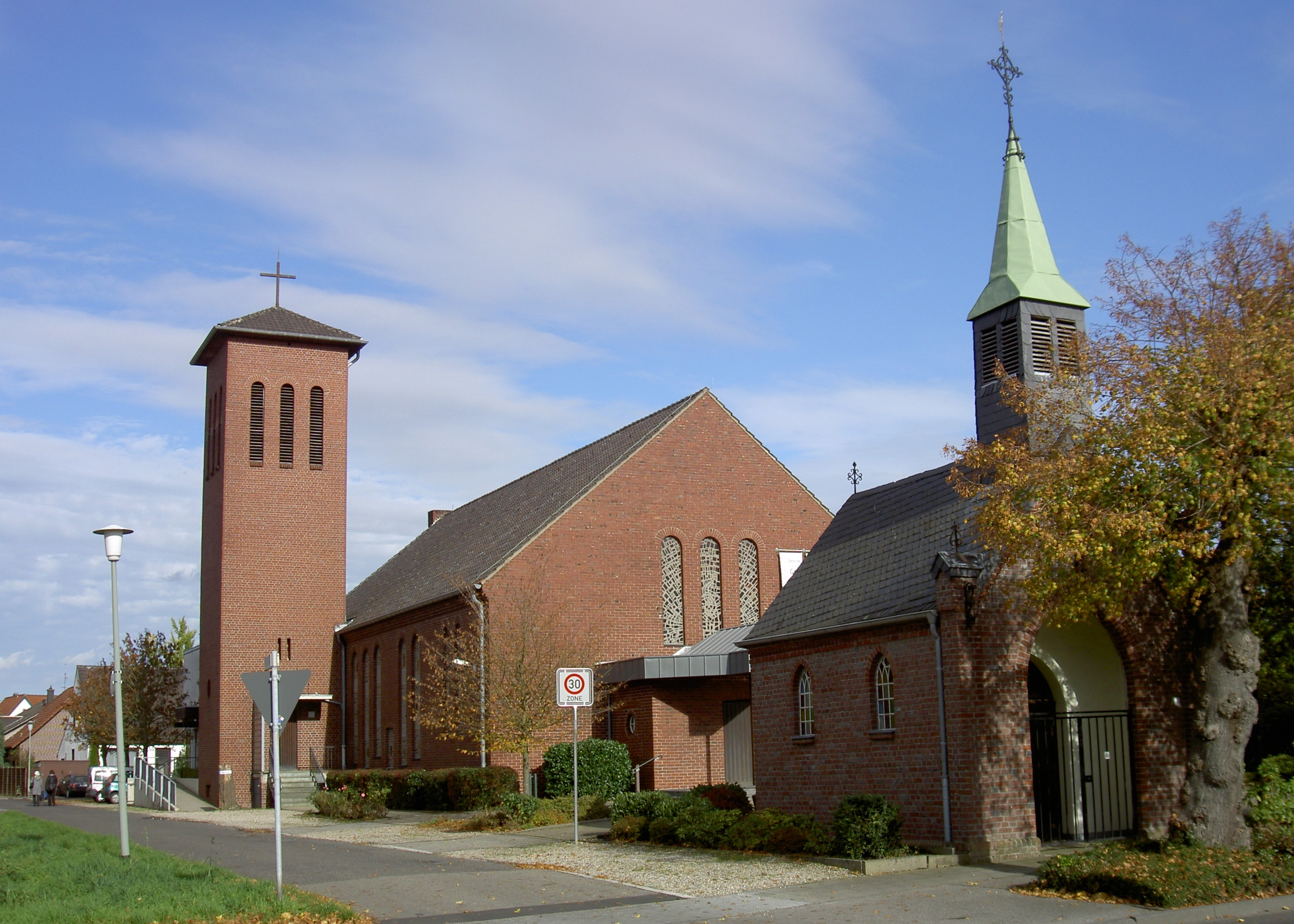
Kirche St. Marien mit Kapelle im Ortszentrum Pesch

St. Marien ist eine römisch-katholische Pfarrkirche im Stadtteil Pesch der Stadt Korschenbroich. Die Pfarrgemeinde von St. Marien ist Teil der Gemeinschaft der Gemeinden (GDG) Korschenbroich gemeinsam mit den anderen vier Pfarrgemeinden St. Andreas Korschenbroich, St. Dionysius Kleinenbroich, St. Georg Liedberg und Herz Jesu Herrenshoff.
Die Pfarrgemeinden von Korschenbroich sind Teil des Bistums Aachen, nur die Pfarrgemeinde St. Pankratius im Stadtteil Glehn ist Teil des Erzbistums Köln.

## Geschichte

### Kirchenbau und Pfarrgründung

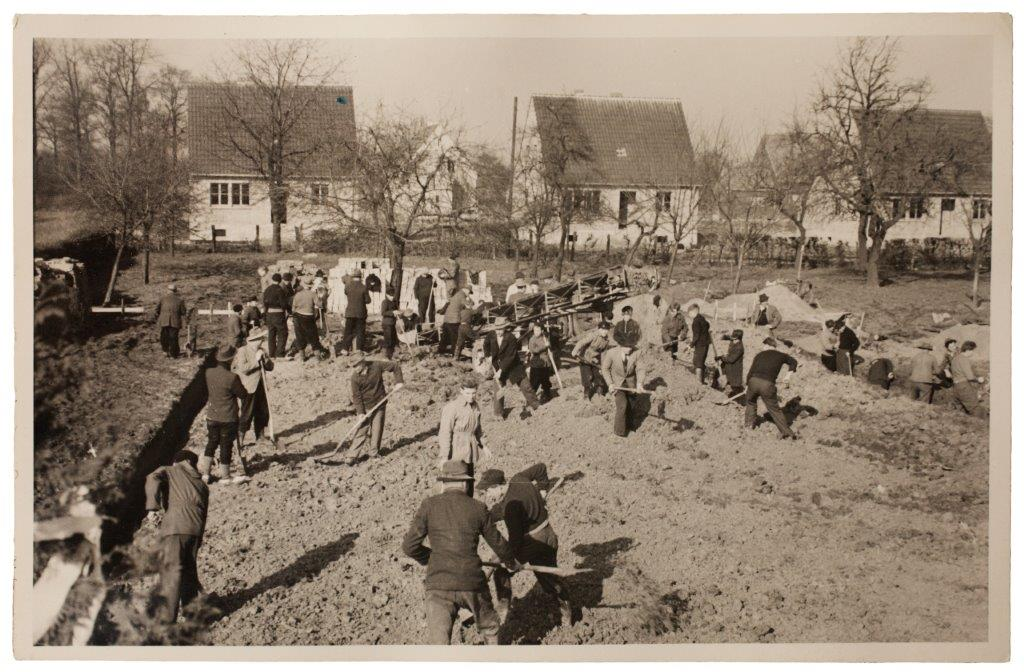
Schachtarbeiten beim Baubeginn 1955

Pesch gehörte bis in die 1950er-Jahre zur Pfarrei St. Andreas Korschenbroich. Im Mai 1951 gründeten engagierte Pescher Bürger einen Kirchenbauverein, der aus dem Kapellenbauverein hervorgegangen war. Im Januar 1955 erfolgte der erste Spatenstich zu einer neuen Kirche – das Grundstück hatte die Familie Karl Deuss, Gast- und Landwirt in Pesch, gestiftet. Weit über hundert Männer und Jugendliche halfen, die Fundamente und den Keller mit Hacken, Schaufeln und Spaten auszuheben. Das Ungewöhnliche an dem Kirchenbau war, dass die Bauarbeiten ausschließlich von Freiwilligen und Laien bewältigt wurden. Ein kaufmännischer oder technischer Sachverständiger war nicht vorhanden. Der Architekt Göddertz aus Mönchengladbach hatte lediglich den Bauplan und die Materialaufstellung geliefert.
Am 19. Juni 1955 wurde der Grundstein von Pescher Pfadfindern aus der Mutterpfarre Korschenbroich heraus in feierlicher Prozession nach Pesch getragen. Am Johannistag, dem 24. Juni 1956, wurde die Benediktion der neuen Kirche mit Dechant Pfaffenholz gefeiert.
Der Glockenturm wurde 1957 angebaut.  St. Marien Pesch war zunächst eine Pfarrvikarie und wurde am 8. Dezember 1995 zur selbständigen Pfarrei erhoben.
Die Kirche wurde 2015/16 mit finanzieller Unterstützung des Bistums Aachen aufwendig saniert.

### Ausstattung

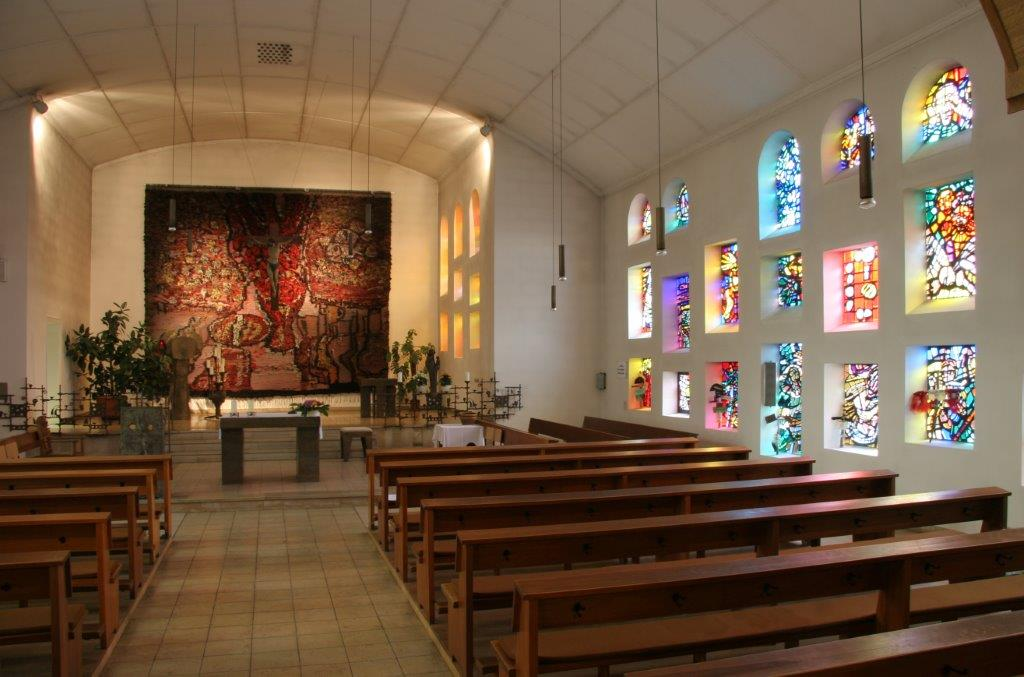
Innenansicht der Kirche nach der Umgestaltung 1979

In den ersten Jahren war die Kirchenausstattung noch recht schlicht. Der Altar stand wie damals allgemein üblich im erhöhten Chorraum. An der Seite der Sakristei befand sich die Kanzel.
Nach dem Zweiten Vatikanischen Konzil Mitte der 1970er-Jahre erfolgte eine Umgestaltung des Altar- und Kirchenraums nach den Entwürfen des Kevelaerer Künstlers Will Horsten, die der Kirche einen unverwechselbaren Charakter gab. Der Altar wurde vorgezogen und so zentraler Mittelpunkt des Gotteshauses. Die Kanzel und Kommunionbank wurden entfernt. Aus den übrig gebliebenen Reststeinen des Altars gestaltete Will Horsten ein Taufbecken. In Eigenleistung der Gemeindemitglieder wurde ein 5 m × 6 m großer Wandteppich gewebt.
Darüber hinaus wurden die Seitenfenster durch farbige Fenster aus Dickglas nach Entwürfen des Künstlers ersetzt. Auf der rechten Seite der Kirche zeigen die Fenster Darstellungen der Schöpfung und neutestamentliche Motive. Auf der linken Seite stehen die Vorstellungen vom himmlischen Jerusalem mit seinen zwölf von Engeln bewachten Toren (Offb 21,9-27 ) und der Baum des Lebens im Mittelpunkt. Die Fenster über dem Eingang stellen den Regenbogen mit Opferaltar dar.  Bei Sonnenlicht leuchten die Kirchenfenster farbenfroh und das den Kirchenraum durchflutende Licht schafft eine einzigartige spirituelle Atmosphäre.

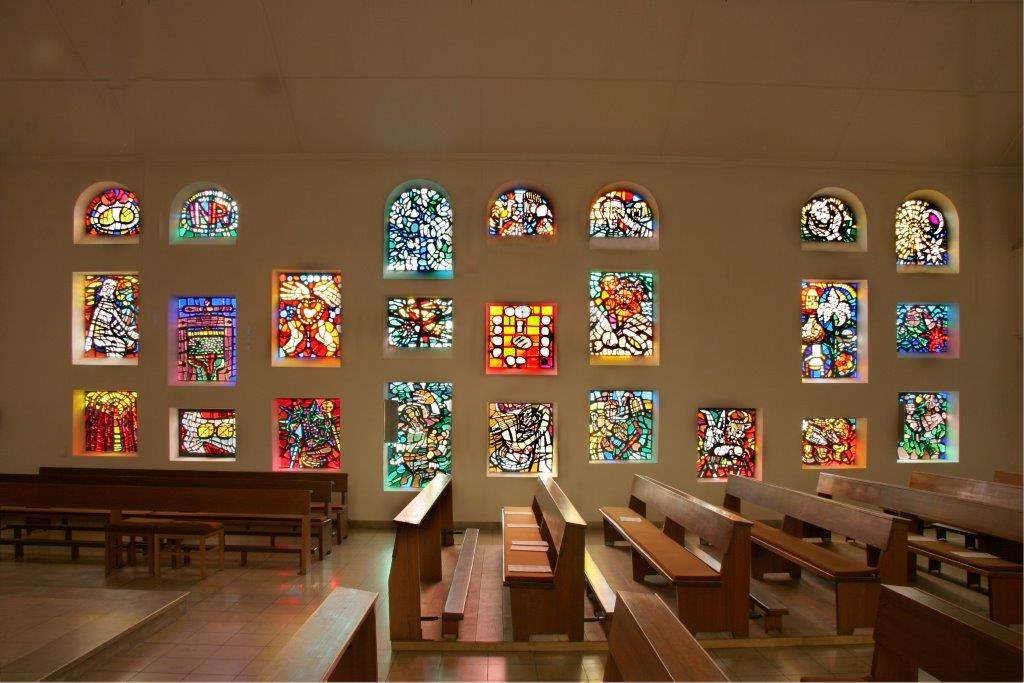
Kirchenfenster rechts
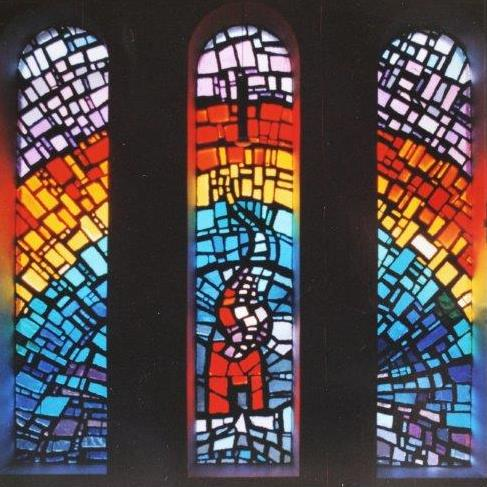
Regenbogen (Will Horsten 1978)
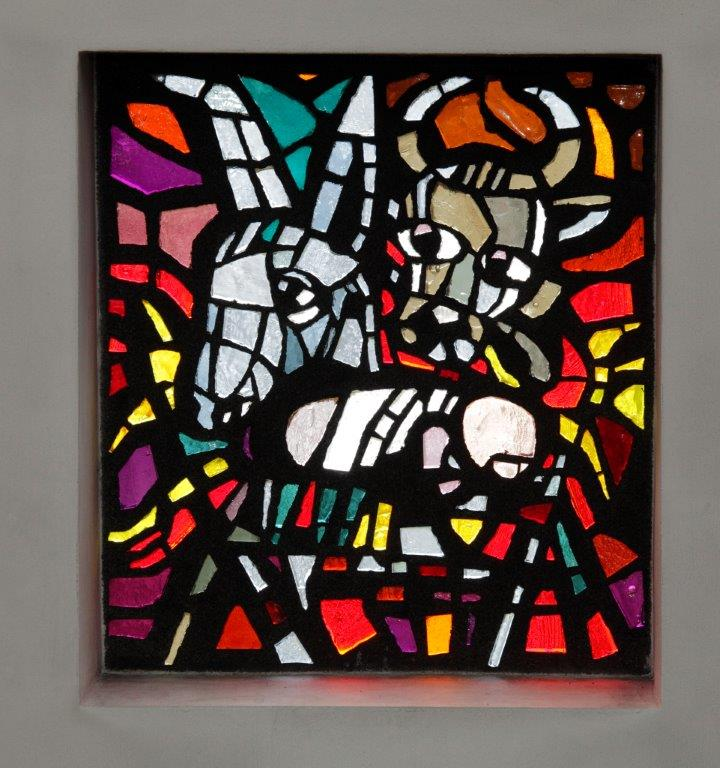
Krippe (Will Horsten 1978)
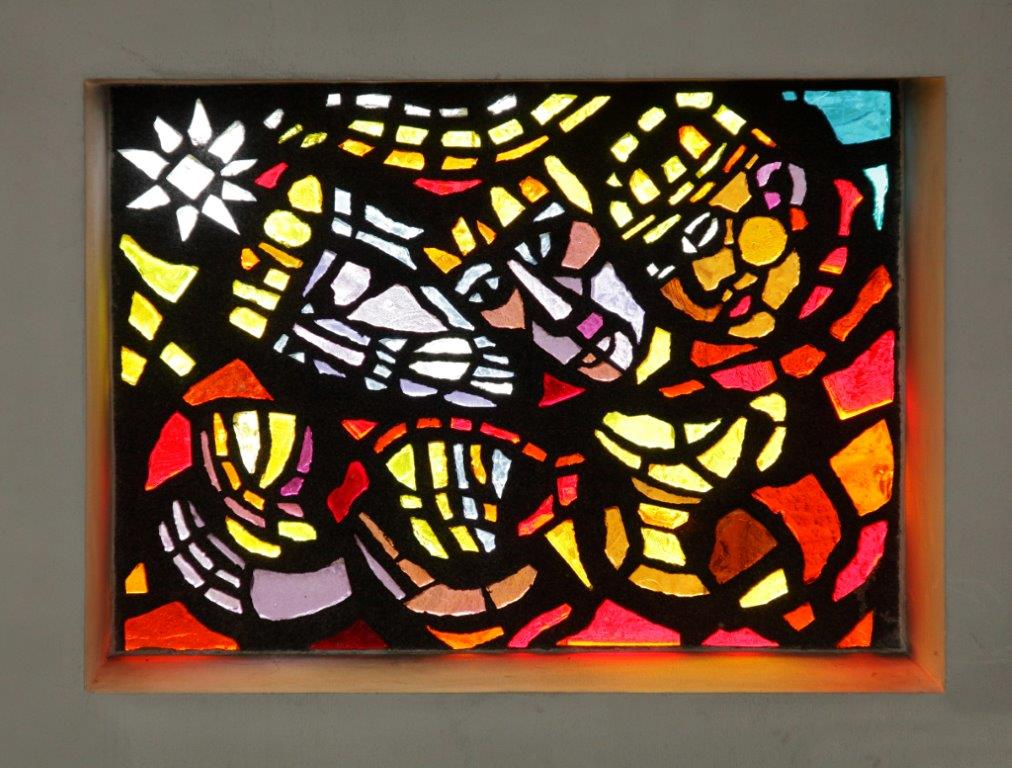
Heilige Drei Könige (Will Horsten 1978)

Der Tabernakel nach Entwurf von Will Horsten wurde aus Bronzeguss angefertigt. Der zwischenzeitliche Tod des Künstlers brachte die Fertigstellung des Gesamtkunstwerks in Gefahr. Seine Arbeit konnte von Johannes Herten aufgenommen und zu einem Gesamtbild der Kirche Ende 1979 beendet werden.

### Orgel

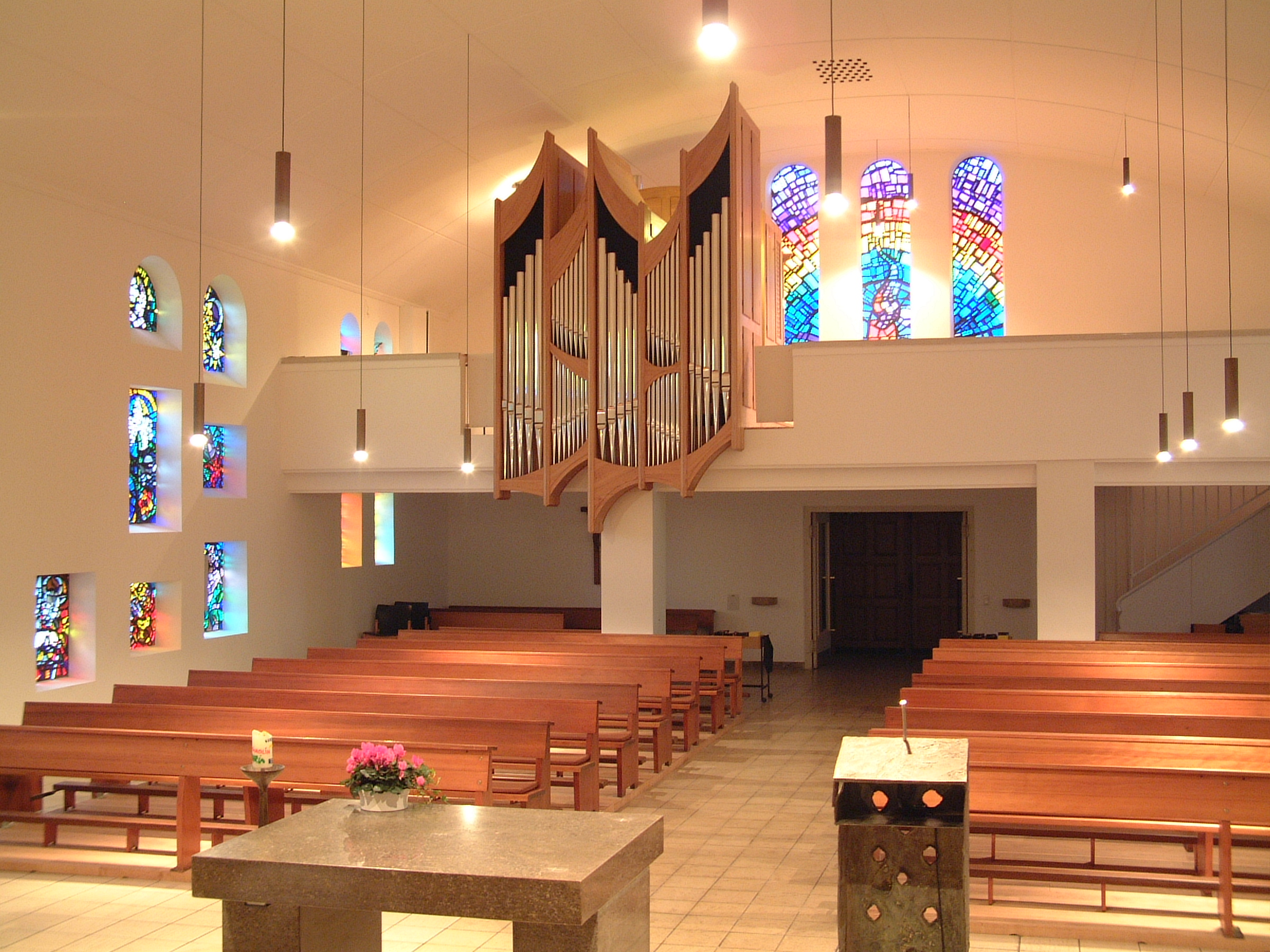
Der Kirchenraum nach der Umgestaltung, Ansicht vom Altar, Orgelprospekt

Die Kirche war seit 1959 mit einer elektropneumatischen Stahlhuth-Orgel ausgestattet, die mit den Jahren sehr reparaturanfällig wurde.  Am 31. März 2000 gründete sich der Orgel-Bauverein, der sich als Ziel setzte, eine neue Orgel anzuschaffen. Am 8. November 2003 wurde die neue Orgel an St. Marien nach einer feierlichen Weihe ihrer Bestimmung übergeben. Die erforderliche Summe von 180.000 Euro hatte der Orgelbau-Verein St. Marien Pesch über Spenden gesammelt.
Die Orgel wurde als Brüstungsorgel mit 14 Registern und 51 Pfeifen pro Register von der Firma Orgelbau Romanus Seifert & Sohn in Kevelaer gebaut. Alle Holzteile sind aus Massivholz gefertigt.  Die Bauart entspricht der einer Orgel aus der Barockzeit des 17. und 18. Jahrhunderts. Die künstlerische Ausgestaltung von Orgelgehäuse und -prospekt ist hingegen modern.
Disposition
| I Werck C–d3 |    |
| Principal    | 8′ |
| Rohrflaut    | 8′ |
| Viola douce  | 8′ |
| Octav        | 4′ |
| Querflaut    | 4′ |
| Superoctav   | 2′ |
| Mixtur       |    |
| Trombetten   | 8′ |

| II Echo C–d3   |    |
| Coppel         | 8′ |
| Hohlflaut      | 4′ |
| Sesquialtera   |    |
| Flageolet      | 2′ |
| Kanaltremulant |    |

| Pedal C–d1 |     |
| Subbaß     | 16′ |
| Posaun     | 16′ |

- Koppeln: II – I (Schiebekoppel), I – P, II – P
- Stimmtemperatur: Seifert 1 (leicht ungleichschwebend)
- Freie Windanlage mit automatischer Schöpfvorrichtung

### Glocken

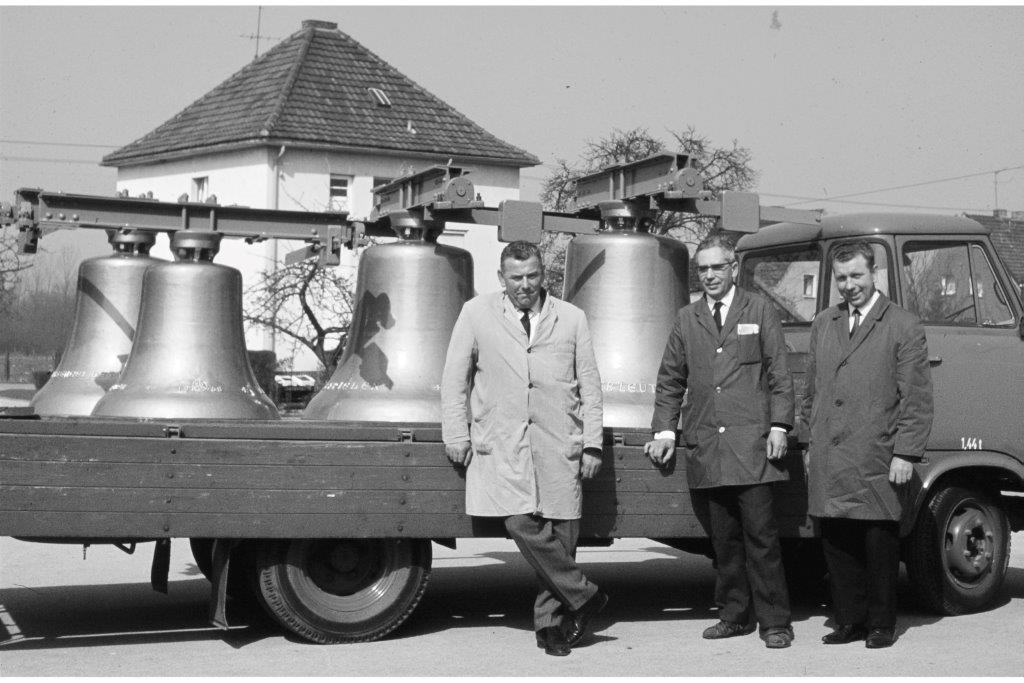
Anlieferung der neuen Glocken im Jahr 1968

Im Jahr 1968 wurden vier neue Glocken vom Bochumer Verein für Gußstahlfabrikation angeschafft, feierlich gesegnet und im Glockenturm aufgehängt. Seitdem läuten täglich morgens um 7 Uhr, mittags um 12 Uhr und abends um 19 Uhr die Kirchenglocken zum Angelusläuten. Regelmäßig kündigen die Glocken Gottesdienste, Andachten, Taufen, Hochzeiten, Bestattungen und sonstige kirchliche und weltliche Anlässe an und rufen die Gemeinde in die Kirche zusammen.

#### Technische Daten und Inschriften
| Glocke | Name           | Ø (mm) | Gewicht (kg) | Nominal (16tel) | Material  | Inschrift                                                                               |
| I      | Marienglocke   | 1180   | 604          | fis’±o          | Stahlguss | M A R I E N - G L O C K E MARIENS STARKE HAND SCHÜTZ PESCHER LEUT UND LAND 1 9 6 8      |
| II     | Friedensglocke | 1045   | 430          | gis’±o          | Stahlguss | F R I E D E N S - G L O C K E HERR, GIB FRIEDEN 1 9 6 8                                 |
| III    | Engelglocke    | 930    | 332          | h’+2            | Stahlguss | E N G E L - G L O C K E ALLE ENGEL DES HERRN, PREISET DEN HERRN 1 9 6 8                 |
| IV     | Matthiasglocke | 820    | 216          | cis’’±o         | Stahlguss | M A T T H I A S - G L O C K E HEILIGER APOSTEL MATTHIAS, STÄRKE UNSEREN GLAUBEN 1 9 6 8 |

#### Geläutemotive
- Glocken I-IV gis-fis-gis-h-cis-gis:  Christ ist erstanden (Gotteslob Nr. 318)[9]

- Glocken I-IV gis-fis-gis-h-cis-h-(ais)-gis: Victimae paschali laudes = Sequentia Dominica Resurrectionis (Gotteslob Nr. 320)

- Glocken I-IV h-cis-cis-h-gis-fis-gis-h-h: Nun bitten wir den Heiligen Geist (Gotteslob Nr. 348)

- Glocken I-III fis-gis-h-h-h: Gloria IV

- Glocken II-IV gis-h-cis-cis: Te Deum

### Priester der Pfarre
- Pater Johannes Dahmen SVD (1957 bis 1975), Steyler Missionar - wurde Mitte der 1950er-Jahre wie alle ausländischen Missionare aus der Volksrepublik China ausgewiesen.
- Pater Koos van Lent OMI (1975 bis 1996) gehörte dem Orden der Oblaten der makellosen Jungfrau Maria an.
- Pfarrer Dr. Albert Damblon (1996 bis 2003)
- Leitende GDG-Pfarrer Frank-Josef van der Rieth (2003 bis 2013) und Thomas Wieners (2003 bis 2010)
- Leitender GDG-Pfarrer Marc Zimmermann (seit 2013)

## Kirchliche Organe, Organisationen und Vereine
- Kirchenvorstand St. Marien Pesch
- Pfarreirat St. Marien Pesch
- Kirchenchor St. Marien Korschenbroich-Pesch
- Kath. Frauengemeinschaft St. Marien Pesch – kfd
- Förderverein für Kirchen- und Orgelmusik „St. Marien“ Korschenbroich-Pesch
- St. Donatus-Bruderschaft-Pesch 1921 e. V.